# Psephenoides magnioculus
Psephenoides magnioculus is een keversoort uit de familie keikevers (Psephenidae). De wetenschappelijke naam van de soort werd in 1993 gepubliceerd door Yang.